# ألفرد إم. كوك
ألفرد إم. كوك هو فلاح وشخصية أعمال وسياسي أمريكي، ولد في 4 أكتوبر 1850، وتوفي في 30 يناير 1921. نشط حزبياً في الحزب الجمهوري. وقد انتخب عضو جمعية ولاية ويسكونسن ‏.